# Шимла (округ)
Шимла (англ. Shimla) — округ в индийском штате Химачал-Прадеш. Образован в 1972 году в результате реорганизации округов штата. Административный центр и крупнейший город округа — Шимла. На севере граничит с округами Манди и Куллу, на востоке — с округом Киннаур, на юге — со штатом Уттаракханд и на западе — с округом Сирмаур.
Согласно всеиндийской переписи 2001 года население округа Шимла составляло 722 502 человека, из которых мужчин — 380 996, женщин — 341 506. Уровень грамотности взрослого населения составлял 79,12 %, что выше среднеиндийского уровня (59,5 %). Среди мужчин, уровень грамотности равнялся 87,19 %, среди женщин — 70,07 %.

## Административное устройство
| Номер | Графа                    | Значение |
| ----- | ------------------------ | --- |
| 1     | Площадь                  | 5131 км². |
| 2     | Площадь от площади штата | 9,22 % |
| 3     | Техсилы                  | (12) Рампур, Кумарсэйн, Сеони, Шимла(Р), Шимла(У), Тхеог, Чаупал, Джуббал, Коткхай, Рохру, Чиргаон, Додра Кавар |
| 4     | Под-техсилы              | (5) Нанкхари Рампур, Джунга Шимла (Р), Чета (купви) Чаупал, Нерва Чаупал, Тикар Рохру                           |
| 5     | Города                   | (10) Рампур, Нарканда, Сеони, Кумарсэйн, Шимла, Тхеог, Чайпал, Коткхай, Джуббал, Рохру                          |
| 6     | Под-округа               | (7) Шимла (У), Шимла (Р), Тхеог, Чаупал, Рохру, Рампур, Додра Кавар                                             |
| 7     | Ц. Д. Блоки              | (10) Машобра, Тхеог, Чаупал, Джуббал, Коткхай, Рохру, Кумарсэйн, Чиргаон, Басантпур, Нанкхари                   |
| 8     | Законодательные собрания | (8) Рампур, Шимла(Р), Шимла(У), Тхеог, Чаупал, Джуббал — Коткхай, Рохру, Касумпати                              |
| 9     | Деревни                  | 2914 |
| 10    | Обитаемы                 | 2520 |
| 11    | необитаемы               | 394 |
| 12    | Плотность                | 159 на км² |
| 13    | Панчаяты                 | 363 |

## Расстояния

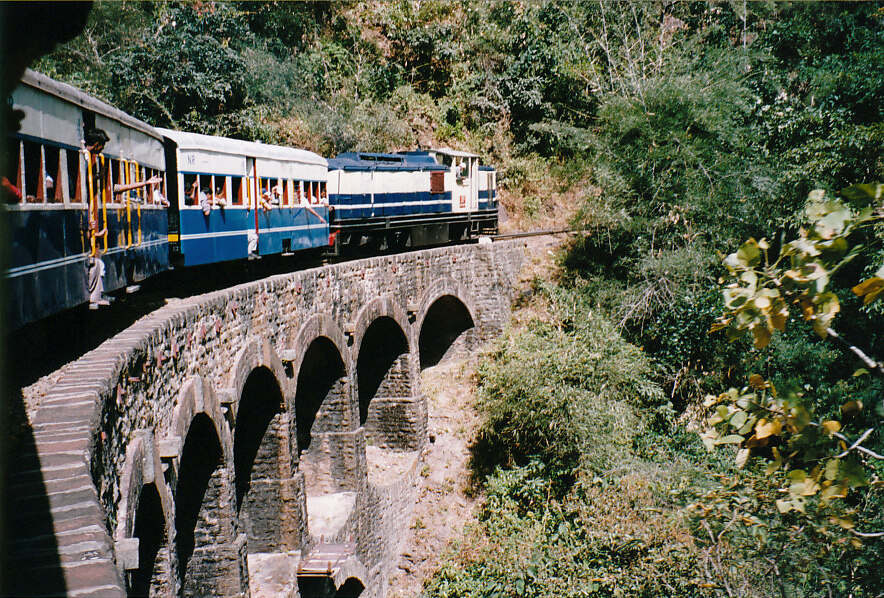
Поезд Калка-Шимла

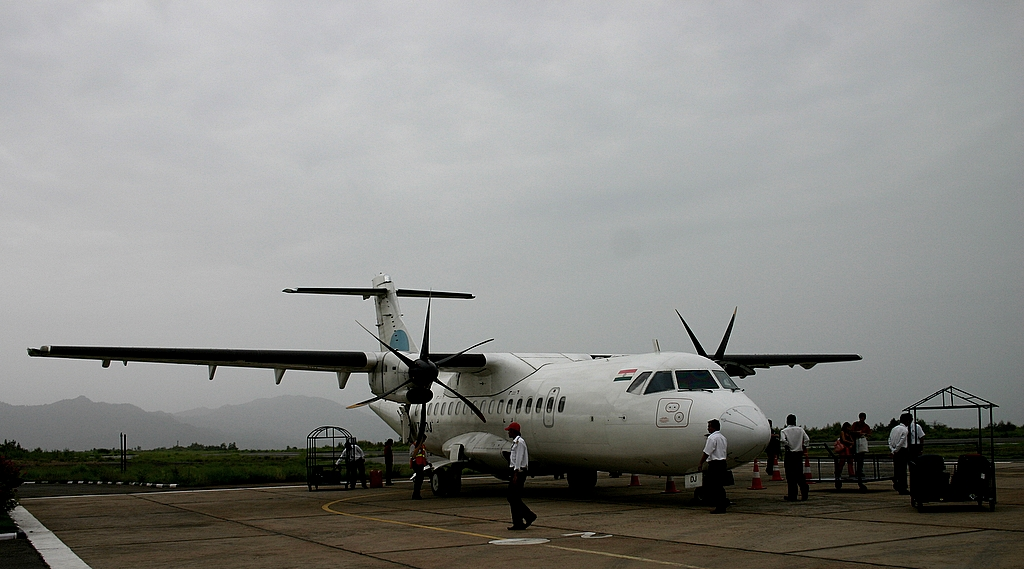
Аэропорт Джуббархатти

### По дороге
Шимла связана дорогами с крупными городами:
- Калка — 80 км
- Чандигарх — 119 км
- Амбала — 166 км
- Дели — 348 км
- Агра — 568 км
- Амритсар — 342 км
- Джамму (через Патханкот) — 482 км
- Чаупал — 110 км
- Сринагар — 787 км
- Джайпур — 629 км
- Дхармсала (через Манди) — 270 км
- Дхармсала (через Хамирпур) — 235 км
- Далхаусье — 345 км
- Чамба — 401 км
- Куллу — 235 км
- Манали — 280 км
- Манди — 143 км
- Палмпур — 235 км
- Рохру — 129 км
- Дехрандун — 275 км
- Тхеог — 32 км
- Рампур — 132 км

## Досье на округ
По переписи 2001 года
Население
Всего — 813 384
Мужчин — 424 486
Женщины — 388 898

Химачальская долина

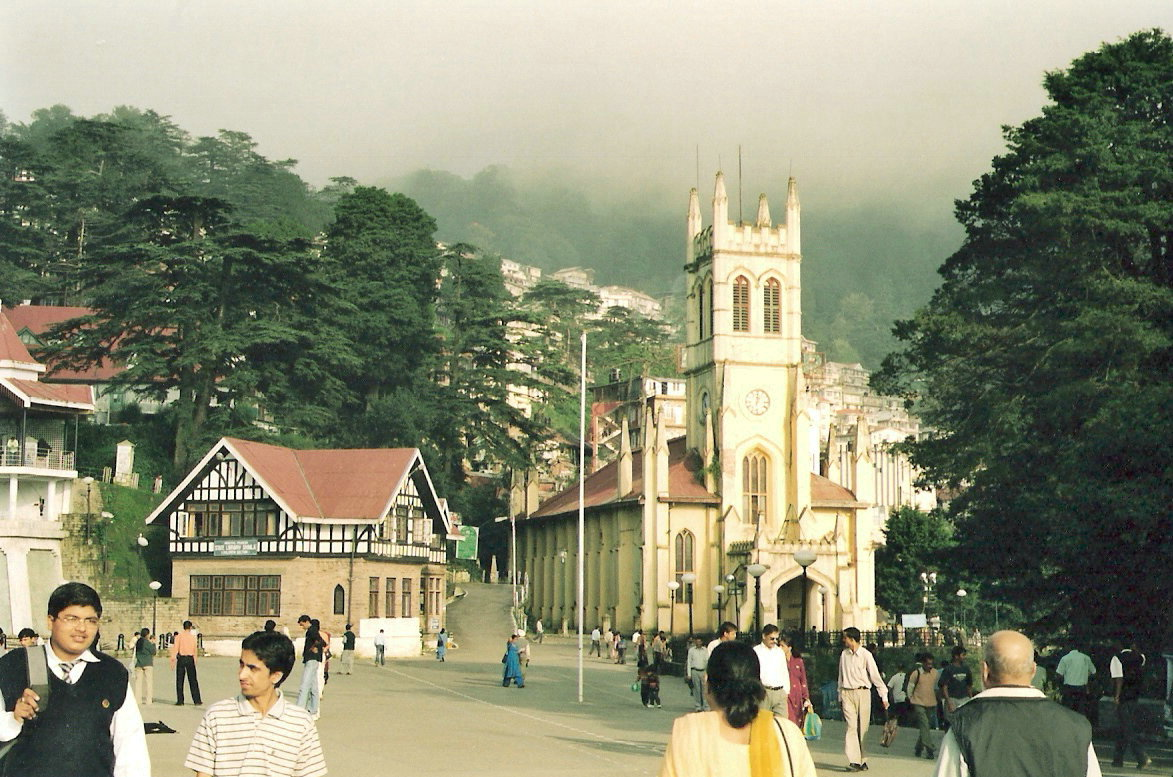
Хребет Шимла

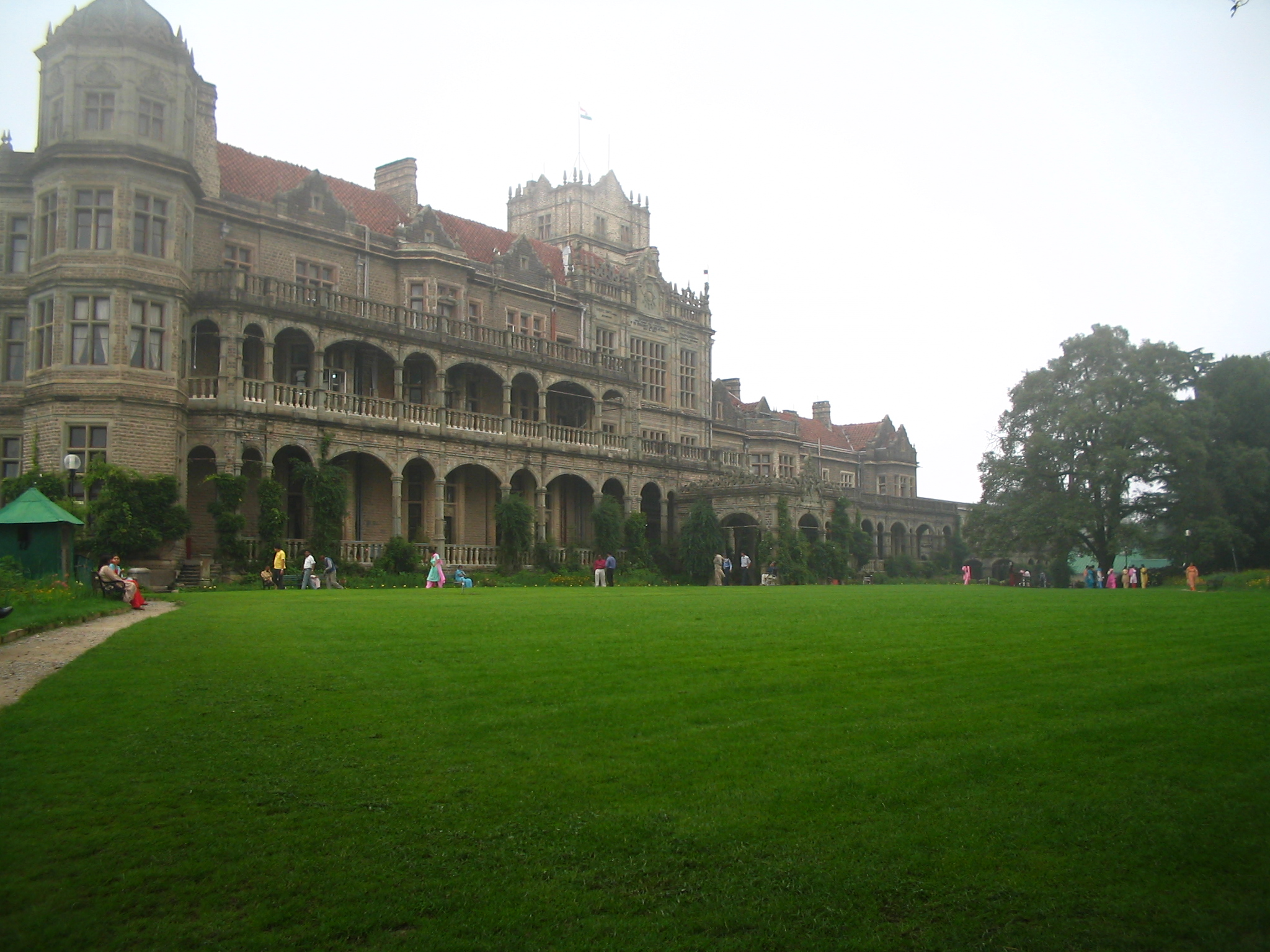
Индийский институт перспективных исследований, Шимла

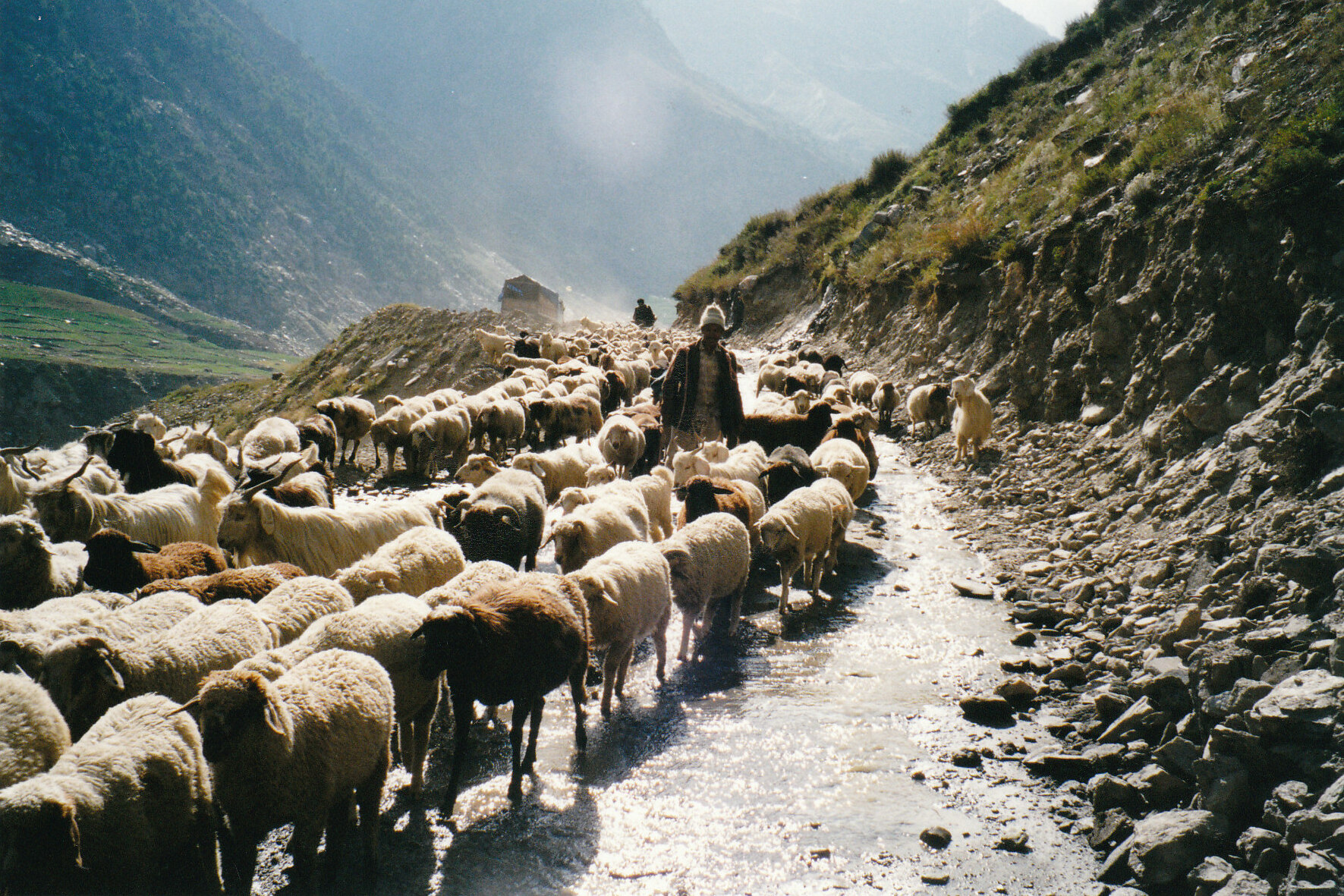
Стадо овец

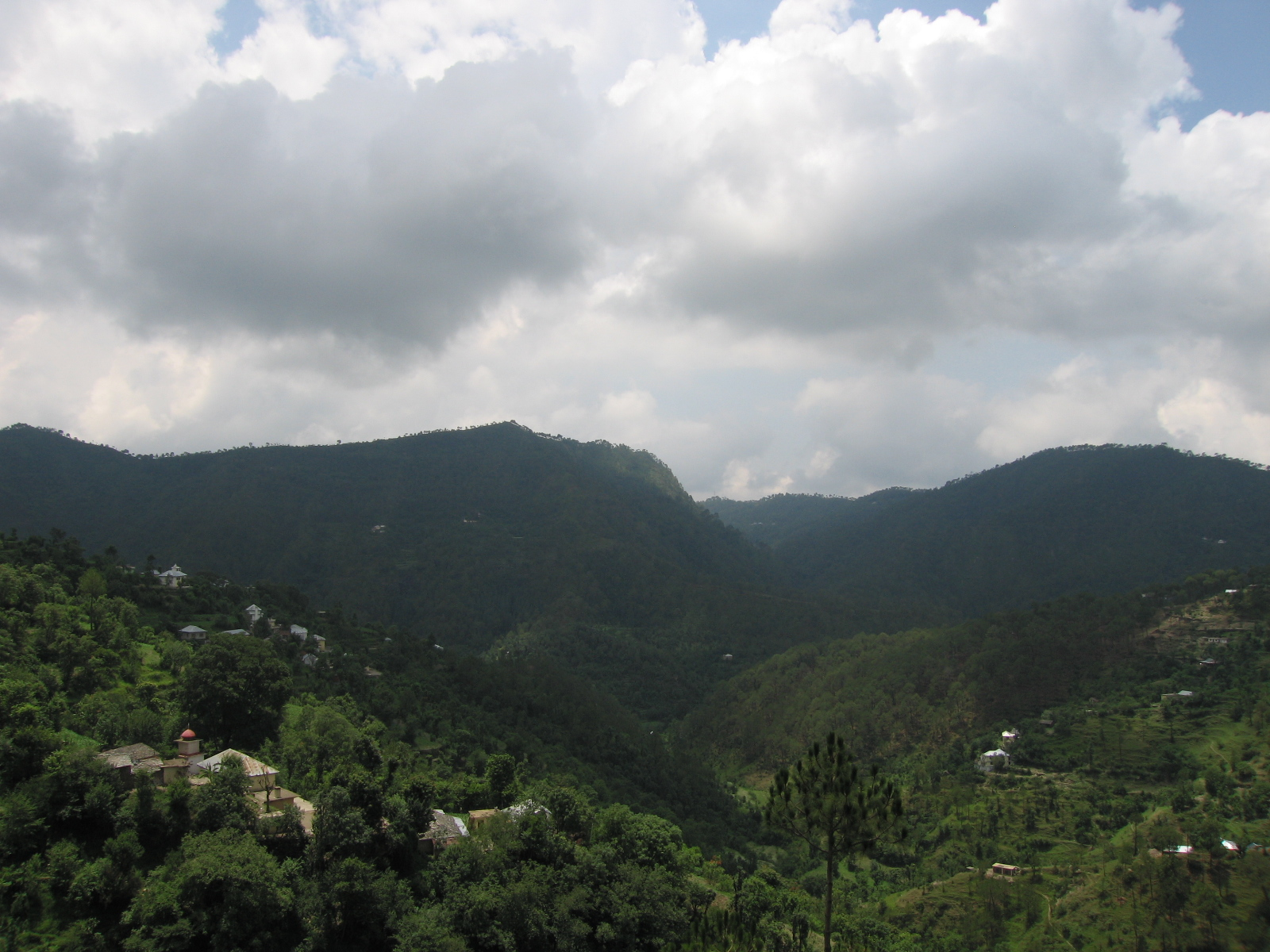
Деревня Дхами около Шимлы

Соотношение полов (женщин на 1000 мужчин) — 916
Прирост (2001—2011) — 12,58 %
Сельское — 555 269
Городское — 167 233
Соотношение полов (дети 0-6 лет) — 922
Зарегистрированные касты (всего человек) — 188 787
В процентах к населению — 26,13 %
Человек в зарегистрированных племенах — 4 112
В процентах к населению — 0 .57 %
Домовладения — 154 693
Размер домовладения (на домовладельца) — 5
Грамотность и образование
Грамотность
Всего — 619 427
Мужчин — 347 013
Женщин — 272 414
Уровень грамотности
Человек — 84, 55 %
Мужчин — 90, 73 %
Женщин — 77, 80 %
Уровень образования
Всего — 504 330
Без образования — 11 640
Первичное — 97 060
Начальное — 114 805
Среднее — 78 995
Среднее повышенное — 153 284
Высшее и учёные — 48 464
Возраста
0 — 4 лет — 59 305
5 — 14 лет — 149 801
15 — 59 лет — 455 784
60 лет и больше — 57 612
Религии
- Индуисты — 704 150
- Мусульмане — 8 493
- Сикхи — 4 825

Важные города
- Шимла — 142 555
- Рампур (M Cl) — 9 653
- Рохру (M CI) — 8 205
- Чаупал (NP) — 6786
- Тхеог (M CI) — 5435
- Кумарсэйн (M CI) — 5435
- Сунни (M CI) — 5435

Обитаемых деревень — 2520
Типы домов
(% от домохозяйств)
Постоянные — 83,2
Полу-постоянные — 14,6
Временные — 2,2